# Sonja Becq
Pour les articles homonymes, voir Becq.
Sonja V.E.M. Becq, née le 8 décembre 1957 à Duffel est une femme politique belge flamande, membre du CD&V.
Elle est licenciée en droit et en criminologie; candidate en philosophie; agrégée de l'enseignement secondaire supérieur. Elle fut avocate. 
Elle est chevalier de l'Ordre de Léopold.

## Distinctions
- Chevalier de l'ordre de Léopold

## Fonctions politiques
- Ancienne conseillère à la province du Brabant flamand.
- Ancienne conseillère communale de Meise.
- Présidente du CPAS de Meise.
- Députée fédérale depuis le 10 juin 2007.